# أبيل الإفريقية
أبيل الأفريقية (بالإنجليزية: Abel African)‏ في أساطير ميلانيزيا وغانا الجديدة هي إلهة الخلق.